# Robert Younger, Baron Blanesburgh
Robert Younger, Baron Blanesburgh, GBE, PC, QC (* 12. September 1861; † 17. August 1946) war ein britischer Jurist, der zuletzt als Lord of Appeal in Ordinary aufgrund des Appellate Jurisdiction Act 1876 als Life Peer auch Mitglied des House of Lords war.

## Leben
Nach dem Besuch der Edinburgh Academy absolvierte Younger ein grundständiges Studium am Balliol College der University of Oxford und schloss dieses 1883 mit einem Bachelor of Arts (B.A.) ab. Danach studierte er Rechtswissenschaften und erhielt 1884 seine anwaltliche Zulassung bei der Rechtsanwaltskammer (Inns of Court) von Inner Temple. Im Anschluss nahm er eine Tätigkeit als Barrister auf und wurde für seine juristischen Verdienste 1900 zunächst Queen’s Counsel sowie 1907 sogenannter „Bencher“ der Anwaltskammer von Lincoln’s Inn. Darüber hinaus erwarb er 1909 einen Master of Arts.
1915 wurde er Richter an der Kammer für Wirtschaftssachen (Chancery Division) an dem für England und Wales zuständigen  High Court of Justice und bekleidete dieses Richteramt bis 1919. Zugleich wurde er 1915 zum Knight Bachelor geschlagen und führte seither den Namenszusatz „Sir“. Darüber hinaus wurde er in dieser Zeit 1917 als Knight Grand Cross des Order of the British Empire ausgezeichnet. Nach Beendigung der Richtertätigkeit am High Court of Justice erfolgte 1919 seine Berufung zum Richter (Lord Justice of Appeal) am Court of Appeal, dem für England und Wales zuständigen Appellationsgericht, an dem er bis 1923 tätig war. Daneben wurde er 1919 auch zum Privy Councillor ernannt.
Zuletzt wurde Younger durch ein Letters Patent vom 12. Oktober 1923 aufgrund des Appellate Jurisdiction Act 1876 als Life Peer mit dem Titel Baron Blanesburgh, of Alloa in the County of Clackmannan, zum Mitglied des House of Lords in den Adelsstand berufen und wirkte bis 1937 als Lordrichter (Lord of Appeal in Ordinary). In dieser Zeit fungierte er 1932 auch als Schatzmeister der Anwaltskammer von Lincoln’s Inn.
Younger war ein jüngerer Bruder des Politikers George Younger, 1. Viscount Younger of Leckie.